# Surfe nos Jogos Pan-Americanos de 2019 - Longboard masculino
A competição do longboard masculino do surfe nos Jogos Pan-Americanos de 2019 foi disputada de 29 de julho a 4 de agosto na praia de Punta Rocas, em Punta Negra.

## Calendário
Horário local (UTC-5).
| Data        | Horário | Fase                            |
| ----------- | ------- | ------------------------------- |
| 29 de julho | 14:20   | Chave principal - Primeira fase |
| 31 de julho | 11:50   | Chave principal - Segunda fase  |
| 1 de agosto | 9:00    | Repescagem - Primeira fase      |
| 1 de agosto | 10:24   | Chave principal - Terceira fase |
| 1 de agosto | 13:34   | Repescagem - Segunda fase       |
| 2 de agosto | 12:00   | Repescagem - Terceira fase      |
| 3 de agosto | 11:06   | Repescagem - Quarta fase        |
| 3 de agosto | 13:22   | Chave principal - Quarta fase   |
| 4 de agosto | 10:36   | Semifinal                       |
| 4 de agosto | 13:48   | Final                           |

## Medalhistas
| Ouro   | PER Benoit Clemente  |
| Prata  | URU Julian Schweizer |
| Bronze | USA Cole Robbins     |

## Resultados

### Chave principal - primeira fase
Os dois primeiros de cada bateria avançaram à segunda fase, enquanto o perdedor se classificou para a repescagem.
| Bateria | Classificação | Surfista            | Nacionalidade      | Pontuação | Notas |
| ------- | ------------- | ------------------- | ------------------ | --------- | ----- |
| 1       | 1             | Benoit Clemente     | PER Peru           | 11.67     | Q     |
| 1       | 2             | Julian Schweizer    | URU Uruguai        | 11.17     | Q     |
| 1       | 3             | Isidro Villao       | ECU Equador        | 7.36      | R     |
| 2       | 1             | Cole Robbins        | USA Estados Unidos | 11.93     | Q     |
| 2       | 2             | Anthony Flores      | CRC Costa Rica     | 9.27      | Q     |
| 2       | 3             | Roberto Ferrer      | PUR Porto Rico     | 6.76      | R     |
| 3       | 1             | Surfiel Gil         | ARG Argentina      | 14.17     | Q     |
| 3       | 2             | Wenderson Conceição | BRA Brasil         | 10.76     | Q     |
| 3       | 3             | Rafael Cortéz       | CHI Chile          | 9.56      | R     |

### Chave principal - segunda fase
Os dois primeiros de cada bateria avançaram à terceira fase, enquanto o perdedor se classificou para a repescagem. 
| Bateria | Classificação | Surfista            | Nacionalidade      | Pontuação | Notas |
| ------- | ------------- | ------------------- | ------------------ | --------- | ----- |
| 1       | 1             | Benoit Clemente     | PER Peru           | 18.80     | Q     |
| 1       | 2             | Wenderson Conceição | BRA Brasil         | 13.00     | Q     |
| 1       | 3             | Anthony Flores      | CRC Costa Rica     | 8.23      | R     |
| 2       | 1             | Cole Robbins        | USA Estados Unidos | 15.10     | Q     |
| 2       | 2             | Julian Schweizer    | URU Uruguai        | 11.14     | Q     |
| 2       | 3             | Surfiel Gil         | ARG Argentina      | 8.10      | R     |

### Chave principal - terceira fase
O primeiro de cada bateria avançou à quarta fase, enquanto o perdedor se classificou para a repescagem. 
| Bateria | Classificação | Surfista            | Nacionalidade      | Pontuação | Notas |
| ------- | ------------- | ------------------- | ------------------ | --------- | ----- |
| 1       | 1             | Benoit Clemente     | PER Peru           | 18.10     | Q     |
| 1       | 2             | Julian Schweizer    | URU Uruguai        | 15.70     | R     |
| 2       | 1             | Cole Robbins        | USA Estados Unidos | 16.33     | Q     |
| 2       | 2             | Wenderson Conceição | BRA Brasil         | 11.90     | R     |

### Chave principal - quarta fase
O primeiro da bateria avançou à quarta fase, enquanto o perdedor se classificou para a disputa contra o vencedor da repescagem. 
| Bateria | Classificação | Surfista        | Nacionalidade      | Pontuação | Notas |
| ------- | ------------- | --------------- | ------------------ | --------- | ----- |
| 1       | 1             | Benoit Clemente | PER Peru           | 15.67     | Q     |
| 1       | 2             | Cole Robbins    | USA Estados Unidos | 13.27     | R     |

### Repescagem - primeira fase
Os dois primeiros da bateria avançaram à segunda fase da repescagem, enquanto o perdedor foi eliminado. 
| Bateria | Classificação | Surfista       | Nacionalidade  | Pontuação | Notas |
| ------- | ------------- | -------------- | -------------- | --------- | ----- |
| 1       | 1             | Rafael Cortéz  | CHI Chile      | 11.67     | Q     |
| 1       | 2             | Isidro Villao  | ECU Equador    | 8.17      | Q     |
| 1       | 3             | Roberto Ferrer | PUR Porto Rico | 3.57      |       |

### Repescagem - segunda fase
O primeiro de cada bateria avançou à terceira fase, enquanto o perdedor foi eliminado. 
| Bateria | Classificação | Surfista       | Nacionalidade  | Pontuação | Notas |
| ------- | ------------- | -------------- | -------------- | --------- | ----- |
| 1       | 1             | Rafael Cortéz  | CHI Chile      | 12.43     | Q     |
| 1       | 2             | Anthony Flores | CRC Costa Rica | 7.94      |       |
| 2       | 1             | Surfiel Gil    | ARG Argentina  | 11.60     | Q     |
| 2       | 2             | Isidro Villao  | ECU Equador    | 5.90      |       |

### Repescagem - terceira fase
O primeiro de cada bateria avançou à final da repescagem, enquanto o perdedor foi eliminado. 
| Bateria | Classificação | Surfista            | Nacionalidade | Pontuação | Notas |
| ------- | ------------- | ------------------- | ------------- | --------- | ----- |
| 1       | 1             | Julian Schweizer    | URU Uruguai   | 15.10     | Q     |
| 1       | 2             | Rafael Cortéz       | CHI Chile     | 7.03      |       |
| 2       | 1             | Surfiel Gil         | ARG Argentina | 12.90     | Q     |
| 2       | 2             | Wenderson Conceição | BRA Brasil    | 7.60      |       |

### Repescagem - final
O vencedor da final da repescagem avançou à semifinal contra o perdedor da final da chave principal, enquanto o perdedor da bateria foi eliminado. 
| Bateria | Classificação | Surfista         | Nacionalidade | Pontuação | Notas |
| ------- | ------------- | ---------------- | ------------- | --------- | ----- |
| 1       | 1             | Julian Schweizer | URU Uruguai   | 15.00     | Q     |
| 1       | 2             | Surfiel Gil      | ARG Argentina | 14.73     |       |

### Semifinal
O vencedor da semifinal avançou à final contra o vencedor da chave principal, enquanto o derrotado ficou com o bronze. 
| Bateria | Classificação | Surfista         | Nacionalidade      | Pontuação | Notas             |
| ------- | ------------- | ---------------- | ------------------ | --------- | ----------------- |
| 1       | 1             | Julian Schweizer | URU Uruguai        | 15.10     | Q                 |
| 1       | 2             | Cole Robbins     | USA Estados Unidos | 12.50     | Medalha de bronze |

### Final
O vencedor da chave principal enfrentou o vencedor da disputa entre o campeão da repescagem e o derrotado na quarta fase da chave principal. 
| Bateria | Classificação | Surfista         | Nacionalidade | Pontuação | Notas            |
| ------- | ------------- | ---------------- | ------------- | --------- | ---------------- |
| 1       | 1             | Benoit Clemente  | PER Peru      | 19.13     | Medalha de ouro  |
| 1       | 2             | Julian Schweizer | URU Uruguai   | 11.73     | Medalha de prata |